# Татхагатагарбха
Татхагатага́рбха (санскр. तथागतगर्भतथागतगर्भ, tathāgatagarbha IAST — букв. «вмістилище Так Прихожого», або «зародок Так Прихожого») — вчення про безперешкодні можливості для всіх живих істот стати
буддами, або ж — про присутність будди
(«природи будди») в кожній живій істоті.

## Основи вчення, поширення
Вчення про Татхагатагарбху (або теорія Татхагатагарбхи), сформувалась в Індії в IV—V століттях. Біля його витоків, імовірно, стояли
буддійські мислителі Майтрея-Асанга, Васубандгу і Сараматі.
Згідно російським дослідникам-буддологам, автори вчення говорили в своїх трактатах: 1) про те, що всі істоти можуть стати буддами, оскільки в природі істот немає нічого, що могло б цьому перешкодити, або 2) про те, що всі істоти вже є будди (або суть будди) і їм треба лише розкрити, реалізувати свою «буддовість» (слово
«гарбха» можна перевести, в тому числі, як «зародок
[будди]»).
Слід зазначити, що повністю вчення про Татхагатагарбху ні в одному з його видів не розділила ні одна школа буддизму за межами Індії, за винятком кількох течій в
китайському буддизмі та школою Джонанг, чия активна діяльність припала на
XVII ст. На думку C'юзан Хукхам, присвячений сутрам Татхагатагарбхі трактат «Ратнаготравібхага», з коментарем на нього «Дхармадхарматавібхага» авторства
Майтріпи (XI ст.), став в Тибеті не тільки основою вчення
Махамудри Марпи але, можливо, й вчення Атіши. Для школи Каг'ю, Майтріпа є джерелом практики Махамудри та текста «Ратнаготхавібхага».
В даний час першу з перерахованих точок зору більш-менш підтримують
тибетські буддисти Махаяни, другу, по-своєму, — буддисти Китаю, Кореї та Японії, а також тибетські буддисти, практикуючі
Дзогчен. Останні стверджують, що природа людського розуму є
Пробудження, або початкове знання
(рігпа, джняна, відья)[відсутнє в джерелі].

## Споріднені вчення
Теорія Татхагатагарбхі близька за своєю суттю теорії про
Алая-віджняну буддистів-йогачарінів. Останні використовували термінологію послідовників вчення про татхагатагарбху в своїх творах, таких як
«Ланкаватара сутра» і «Махаяна шраддхотпада шастра». Оскільки вчення про «вмістилище/зародка Так Прихожого» так і не стало самостійним напрямком в буддизмі, його іноді асоціюють з Йогачарою.